# Anthien
Anthien és un municipi francès, situat al departament del Nièvre i a la regió de Borgonya - Franc Comtat. L'any 2007 tenia 177 habitants.

## Demografia

### Població
El 2007 la població de fet d'Anthien era de 177 persones. Hi havia 78 famílies, de les quals 29 eren unipersonals (4 homes vivint sols i 25 dones vivint soles), 25 parelles sense fills, 20 parelles amb fills i 4 famílies monoparentals amb fills.
La població ha evolucionat segons el següent gràfic:
Habitants censats

### Habitatges
El 2007 hi havia 183 habitatges, 80 eren l'habitatge principal de la família, 90 eren segones residències i 13 estaven desocupats. 178 eren cases i 3 eren apartaments. Dels 80 habitatges principals, 54 estaven ocupats pels seus propietaris, 19 estaven llogats i ocupats pels llogaters i 6 estaven cedits a títol gratuït; 4 tenien dues cambres, 19 en tenien tres, 26 en tenien quatre i 31 en tenien cinc o més. 50 habitatges disposaven pel capbaix d'una plaça de pàrquing. A 49 habitatges hi havia un automòbil i a 26 n'hi havia dos o més.

### Piràmide de població
La piràmide de població per edats i sexe el 2009 era:
| Homes | Edats   | Dones |
| ----- | ------- | ----- |
| 0     | 95 o +  | 0     |
| 0     | 90 a 94 | 4     |
| 0     | 85 a 89 | 0     |
| 4     | 80 a 84 | 4     |
| 4     | 75 a 79 | 8     |
| 8     | 70 a 74 | 4     |
| 4     | 65 a 69 | 8     |
| 4     | 60 a 64 | 4     |
| 4     | 55 a 59 | 8     |
| 0     | 50 a 54 | 4     |
| 4     | 45 a 49 | 0     |
| 12    | 40 a 44 | 4     |
| 4     | 35 a 39 | 4     |
| 8     | 30 a 34 | 8     |
| 4     | 25 a 29 | 8     |
| 0     | 20 a 24 | 8     |
| 8     | 15 a 19 | 4     |
| 0     | 10 a 14 | 4     |
| 8     | 5 a 9   | 8     |
| 4     | 0 a 4   | 4     |

## Economia
El 2007 la població en edat de treballar era de 104 persones, 85 eren actives i 19 eren inactives. De les 85 persones actives 80 estaven ocupades (44 homes i 36 dones) i 5 estaven aturades (4 homes i 1dona). De les 19 persones inactives 5 estaven jubilades, 8 estaven estudiant i 6 estaven classificades com a «altres inactius».

### Ingressos
El 2009 a Anthien hi havia 74 unitats fiscals que integraven 172 persones, la mediana anual d'ingressos fiscals per persona era de 13561 €.

### Activitats econòmiques
Dels 5 establiments que hi havia el 2007, 1 era d'una empresa de fabricació de material elèctric, 2 d'empreses de construcció i 2 d'empreses de comerç i reparació d'automòbils.
Dels 2 establiments de servei als particulars que hi havia el 2009, 1 era un guixaire pintor i 1 fusteria.
L'any 2000 a Anthien hi havia 18 explotacions agrícoles que ocupaven un total de 1.664 hectàrees.

## Poblacions més properes
El següent diagrama mostra les poblacions més properes.